# NGC 3366
NGC 3366 est une galaxie spirale barrée située dans la constellation des Voiles. NGC 3366 a été découverte par l'astronome britannique John Herschel en 1836. Cette galaxie a aussi été observée par l'astronome américain DeLisle Stewart en 1889 et elle a été inscrite à l'Index Catalogue sous la cote IC 2592.

## Caractéristiques
La classe de luminosité de NGC 3366 est II et elle présente une large raie HI.

### Distance
Sa vitesse par rapport au fond diffus cosmologique est de 3 185 ± 22 km/s, ce qui correspond à une distance de Hubble de 47,0 ± 3,3 Mpc (∼153 millions d'al).
À ce jour, cinq mesures non basées sur le décalage vers le rouge (redshift) donnent une distance de 41,840 ± 3,406 Mpc (∼136 millions d'al), ce qui est à l'intérieur des valeurs de la distance de Hubble. Notons cependant que c'est avec la valeur moyenne des mesures indépendantes, lorsqu'elles existent, que la base de données NASA/IPAC calcule le diamètre d'une galaxie et qu'en conséquence le diamètre de NGC 3366 pourrait être d'environ 47,6 kpc (∼155 000 al) si on utilisait la distance de Hubble pour le calculer.

### Brillance de surface
En raison d'une brillance de surface égale à 11,70  mag/am2, on peut qualifier NGC 3366 de galaxie présentant une brillance de surface élevée.

## Groupe de NGC 3366
NGC 3366 fait partie d'un trio de galaxies qui porte son nom. Les deux autres galaxies du groupe de NGC 3366 sont NGC 3262 et NGC 3263. Notons que la galaxie NGC 3262 forme une paire de galaxie avec la galaxie NGC 3263.